# قائمة رؤساء وزراء البنجاب (الهند)
رئيس وزراء ولاية البنجاب الهندية هو رئيس حكومة ولاية البنجاب. يذكر دستور الهند أن الحاكم هو رئيس الولاية لكن تقع السلطة التنفيذية بحكم الأمر الواقع على عاتق رئيس الوزراء. عادة ما يدعو الحاكم الحزب (أو الائتلاف) الحاصل على أغلبية المقاعد في الجمعية التشريعية لولاية البنجاب لتشكيل الحكومة. يعين الحاكم رئيس الوزراء، ويكون مجلس وزرائه مسؤولاً بشكل أمام الجمعية التشريعية. مدة ولاية رئيس الوزراء خمس سنوات قابلة للتجديد بدون قيود لعدد الفترات.

## رؤساء وزراء الحكومات السابقة
| ألوان الأحزاب - Aam Aadmi Party - المؤتمر الوطني الهندي - Shiromani Akali Dal - Akali Dal-Sant Fateh Singh - Punjab Janta Party - Unionist Party - مستقل | المفتاح - † اغتيل - d توفي في المنصب - pd ألغي المنصب |

### مقاطعة البنجاب (1937-1947)
| No   | الصورة     | الاسم (الميلاد–الوفاة) (الدائرة الانتخابية)        | الفترة         | الفترة            | المدة             | الحزب (التحالف)                            | الحزب (التحالف) | الجمعية (الانتخابات) | الحاكم                  |
| No   | الصورة     | الاسم (الميلاد–الوفاة) (الدائرة الانتخابية)        | استلم المنصب   | ترك المنصب        | المدة             | الحزب (التحالف)                            | الحزب (التحالف) | الجمعية (الانتخابات) | الحاكم                  |
| ---- | ---------- | -------------------------------------------------- | -------------- | ----------------- | ----------------- | ------------------------------------------ | --------------- | -------------------- | ----------------------- |
| 1    |            | إسكندر حياة خان (1882-1942) (West-Punjab Landlord) | 5 أبريل 1937   | 26 ديسمبر 1942[d] | 5 سنوات و265 أيام | Unionist Party (KNP)                       |                 | 1 (1937)             | Herbert William Emerson |
| 2    |            | Malik Khizar Hayat Tiwana (1900-1975) (Khushab)    | 30 ديسمبر 1942 | 19 مارس 1945      | 2 سنوات و79 أيام  | Unionist Party (KNP)                       | Bertrand Glancy | 1 (1937)             |                         |
| (i)  | حكم الحاكم | حكم الحاكم                                         | 19 مارس 1945   | 21 مارس 1946      | 1 سنة و2 أيام     | -                                          | -               | -                    | Viscount Wavell         |
| (2)  |            | Malik Khizar Hayat Tiwana (1900-1975) (Khushab)    | 21 مارس 1946   | 2 مارس 1947       | 346 أيام          | Unionist Party (المؤتمر الوطني الهندي-SAD) |                 | 2 (1946)             | Bertrand Glancy         |
| (ii) | حكم الحاكم | حكم الحاكم                                         | 2 مارس 1947    | 15 أغسطس 1947[pd] | 166 أيام          | -                                          | -               | -                    | Earl Mountbatten        |

### اتحاد ولايات باتيالا وشرق البنجاب (1948-1956)
| No                       | No                 | الصورة                                | الاسم (الميلاد–الوفاة) (الدائرة الانتخابية) | الفترة             | الفترة             | المدة              | الحزب (التحالف)       | الجمعية (الانتخابات) | الحاكم (Rajpramukh) |
| No                       | No                 | الصورة                                | الاسم (الميلاد–الوفاة) (الدائرة الانتخابية) | استلم المنصب       | ترك المنصب         | المدة              | الحزب (التحالف)       | الجمعية (الانتخابات) | الحاكم (Rajpramukh) |
| الوزير (1948–1952)       | الوزير (1948–1952) | الوزير (1948–1952)                    | الوزير (1948–1952)                          | الوزير (1948–1952) | الوزير (1948–1952) | الوزير (1948–1952) | الوزير (1948–1952)    | الوزير (1948–1952)   | الوزير (1948–1952)  |
| ------------------------ | ------------------ | ------------------------------------- | ------------------------------------------- | ------------------ | ------------------ | ------------------ | --------------------- | -------------------- | ------------------- |
| -                        |                    |                                       | Gian Singh Rarewala (1901-1979) ( – )       | 15 يوليو 1948      | 13 يناير 1949      | 182 أيام           | مستقل                 | لم تأسس بعد          | Yadavindra Singh    |
| 1                        |                    | Gian Singh Rarewala (1901-1979) ( – ) | 13 يناير 1949                               | 23 مايو 1951       | 2 سنوات و130 أيام  |                    | مستقل                 | لم تأسس بعد          | Yadavindra Singh    |
| 2                        |                    |                                       | Raghbir Singh (1895-1955) ( – )             | 23 مايو 1951       | 21 أبريل 1952      | 1 سنة و333 أيام    | المؤتمر الوطني الهندي | لم تأسس بعد          | Yadavindra Singh    |
| رئيس الوزراء (1952–1956) |                    |                                       |                                             |                    |                    |                    |                       |                      |                     |
| 1                        |                    |                                       | Raghbir Singh (1895-1955) (Patiala Sadar)   | 21 أبريل 1952      | 22 أبريل 1952      | 1 يوم              | المؤتمر الوطني الهندي | 1 (1952)             | Yadavindra Singh    |
| 2                        |                    |                                       | Gian Singh Rarewala (1901-1979) (Amloh)     | 22 أبريل 1952      | 5 مارس 1953        | 317 أيام           | مستقل (UDF)           | 1 (1952)             | Yadavindra Singh    |
| (i)                      | (i)                |                                       | شاغر (الحكم الرئاسي ‏)                       | 5 مارس 1953        | 8 مارس 1954        | 1 سنة و3 أيام      | -                     | -                    | راجندرا براساد      |
| (1)                      |                    |                                       | Raghbir Singh (1895-1955) (Patiala Sadar)   | 8 مارس 1954        | 12 يناير 1955[d]   | 310 أيام           | المؤتمر الوطني الهندي | 2 (1954)             | Yadavindra Singh    |
| 3                        |                    | Brish Bhan (1908-1988) (Kalayat)      | 12 يناير 1955                               | 1 نوفمبر 1956[pd]  | 1 سنة و294 أيام    |                    | المؤتمر الوطني الهندي | 2 (1954)             | Yadavindra Singh    |

## رؤساء وزراء البنجاب
| .No                                 | .No                                 | الصورة                                                | الاسم (الميلاد-الوفاة) (الدائرة الانتخابية)       | الفترة                              | الفترة                              | الفترة                              | الحزب (التحالف)                                                    | الانتخابات                                | الجمعية                             | الحاكم                              |
| .No                                 | .No                                 | الصورة                                                | الاسم (الميلاد-الوفاة) (الدائرة الانتخابية)       | استلم المنصب                        | ترك المنصب                          | المدة                               | الحزب (التحالف)                                                    | الانتخابات                                | الجمعية                             | الحاكم                              |
| قبل إعادة تنظيم البنجاب (1947-1966) | قبل إعادة تنظيم البنجاب (1947-1966) | قبل إعادة تنظيم البنجاب (1947-1966)                   | قبل إعادة تنظيم البنجاب (1947-1966)               | قبل إعادة تنظيم البنجاب (1947-1966) | قبل إعادة تنظيم البنجاب (1947-1966) | قبل إعادة تنظيم البنجاب (1947-1966) | قبل إعادة تنظيم البنجاب (1947-1966)                                | قبل إعادة تنظيم البنجاب (1947-1966)       | قبل إعادة تنظيم البنجاب (1947-1966) | قبل إعادة تنظيم البنجاب (1947-1966) |
| ----------------------------------- | ----------------------------------- | ----------------------------------------------------- | ------------------------------------------------- | ----------------------------------- | ----------------------------------- | ----------------------------------- | ------------------------------------------------------------------ | ----------------------------------------- | ----------------------------------- | ----------------------------------- |
| 1                                   |                                     |                                                       | Gopi Chand Bhargava (1889-1966) (University)      | 15 أغسطس 1947                       | 13 أبريل 1949                       | 1 سنة و241 أيام                     | المؤتمر الوطني الهندي                                              | 1946                                      | الجمعية المؤقتة ‏                    | C M Trivedi                         |
| 2                                   |                                     | Bhim Sen Sachar (1894-1978) (Lahore City)             | 13 أبريل 1949                                     | 18 أكتوبر 1949                      | 188 أيام                            |                                     | المؤتمر الوطني الهندي                                              | 1946                                      | الجمعية المؤقتة ‏                    | C M Trivedi                         |
| (1)                                 |                                     | Gopi Chand Bhargava (1889-1966) (University)          | 18 أكتوبر 1949                                    | 20 يونيو 1951                       | 1 سنة و245 أيام                     |                                     | المؤتمر الوطني الهندي                                              | 1946                                      | الجمعية المؤقتة ‏                    | C M Trivedi                         |
| (i)                                 | (i)                                 |                                                       | شاغر (الحكم الرئاسي ‏)                             | 20 يونيو 1951                       | 17 أبريل 1952                       | 302 أيام                            | -                                                                  | -                                         | -                                   | -                                   |
| (2)                                 |                                     |                                                       | Bhim Sen Sachar (1894-1978) (Ludhiana City South) | 17 أبريل 1952                       | 22 يوليو 1953                       | 3 سنوات و281 أيام                   | المؤتمر الوطني الهندي                                              | 1952                                      | الأولى                              | C M Trivedi                         |
| (2)                                 | 22 يوليو 1953                       | 23 يناير 1956                                         | Bhim Sen Sachar (1894-1978) (Ludhiana City South) | C P N Singh                         |                                     | 3 سنوات و281 أيام                   | المؤتمر الوطني الهندي                                              | 1952                                      | الأولى                              |                                     |
| 3                                   |                                     | Partap Singh Kairon (1901-1965) (Sujanpur)            | 23 يناير 1956                                     | C P N Singh                         | 9 أبريل 1957                        | 8 سنوات و150 أيام                   | المؤتمر الوطني الهندي                                              | 1952                                      | الأولى                              |                                     |
| 3                                   | 9 أبريل 1957                        | Partap Singh Kairon (1901-1965) (Sujanpur)            | 11 مارس 1962                                      | C P N Singh                         | 1957                                | 8 سنوات و150 أيام                   | المؤتمر الوطني الهندي                                              | الثانية                                   |                                     |                                     |
| 3                                   | 12 مارس 1962                        | Partap Singh Kairon (1901-1965) (Sujanpur)            | 21 يونيو 1964                                     | 1962                                | الثالثة                             | 8 سنوات و150 أيام                   | المؤتمر الوطني الهندي                                              | N V Gadgil                                |                                     |                                     |
| -                                   |                                     | Gopi Chand Bhargava (1889-1966) (MLC) (Acting)        | 21 يونيو 1964                                     | 1962                                | الثالثة                             | 6 يوليو 1964                        | المؤتمر الوطني الهندي                                              | 15 أيام                                   | P T A Pillai                        |                                     |
| 4                                   |                                     | Ram Kishan (1913-1971) (Jalandhar North East)         | 7 يوليو 1964                                      | 1962                                | الثالثة                             | 5 يوليو 1966                        | المؤتمر الوطني الهندي                                              | 1 سنة و363 أيام                           | P T A Pillai                        |                                     |
| (ii)                                | (ii)                                |                                                       | شاغر (الحكم الرئاسي ‏)                             | 5 يوليو 1966                        | 1 نوفمبر 1966                       | 119 أيام                            | -                                                                  | -                                         | -                                   | -                                   |
| بعد تنظيم البنجاب (منذ 1966)        |                                     |                                                       |                                                   |                                     |                                     |                                     |                                                                    |                                           |                                     |                                     |
| 5                                   |                                     |                                                       | Giani Gurmukh Singh Musafir (1899-1976) (MLC)     | 11 نوفمبر 1966                      | 8 مارس 1967                         | 127 أيام                            | المؤتمر الوطني الهندي                                              | 1962                                      | الثالثة                             | Dharma Vira                         |
| 6                                   |                                     |                                                       | Gurnam Singh (1899-1973) (Qila Raipur)            | 8 مارس 1967                         | 25 نوفمبر 1967                      | 262 أيام                            | Akali Dal Sant Fateh Group (PUF)                                   | 1967                                      | الرابعة                             | Dharma Vira                         |
| 7                                   |                                     |                                                       | Lachhman Singh Gill (1917-1969) (Dharamkot)       | 25 نوفمبر 1967                      | 23 أغسطس 1968                       | 272 أيام                            | Punjab Janata الحزب ‏ (المؤتمر الوطني الهندي)                       | 1967                                      | الرابعة                             | D C Pavate                          |
| (iii)                               | (iii)                               |                                                       | شاغر (الحكم الرئاسي ‏)                             | 23 أغسطس 1968                       | 17 فبراير 1969                      | 178 أيام                            | -                                                                  | -                                         | -                                   | -                                   |
| (6)                                 |                                     |                                                       | Gurnam Singh (1899-1973) (Qila Raipur)            | 17 فبراير 1969                      | 27 مارس 1970                        | 1 سنة و38 أيام                      | Shiromani Akali Dal (UFP حتى 1970) (بهاراتيا جاناتا سانغ ‏ 1970-71) | 1969                                      | الخامسة                             | D C Pavate                          |
| 8                                   |                                     | Parkash Singh Badal (1927-2023) (Gidderbaha)          | 27 مارس 1970                                      | 14 يونيو 1971                       | 1 سنة و79 أيام                      |                                     | Shiromani Akali Dal (UFP حتى 1970) (بهاراتيا جاناتا سانغ ‏ 1970-71) | 1969                                      | الخامسة                             | D C Pavate                          |
| (iv)                                | (iv)                                |                                                       | شاغر (الحكم الرئاسي ‏)                             | 14 يونيو 1971                       | 17 مارس 1972                        | 277 أيام                            | -                                                                  | -                                         | -                                   | -                                   |
| 9                                   |                                     |                                                       | زيل سينغ (1916-1994) (Anandpur Sahib)             | 17 مارس 1972                        | 30 أبريل 1977                       | 5 سنوات و44 أيام                    | المؤتمر الوطني الهندي (الحزب الشيوعي الهندي)                       | 1972                                      | السادسة                             | M M Chaudhary                       |
| (v)                                 | (v)                                 |                                                       | شاغر (الحكم الرئاسي ‏)                             | 30 أبريل 1977                       | 20 يونيو 1977                       | 51 أيام                             | -                                                                  | -                                         | -                                   | -                                   |
| (8)                                 |                                     |                                                       | Parkash Singh Badal (1927-2023) (Gidderbaha)      | 20 يونيو 1977                       | 17 فبراير 1980                      | 2 سنوات و242 أيام                   | Shiromani Akali Dal (JP والحزب الشيوعي الهندي)                     | 1977                                      | السابعة                             | M M Chaudhary                       |
| (vi)                                | (vi)                                |                                                       | شاغر (الحكم الرئاسي ‏)                             | 17 فبراير 1980                      | 6 يونيو 1980                        | 110 أيام                            | -                                                                  | -                                         | -                                   | -                                   |
| 10                                  |                                     |                                                       | Darbara Singh (1916-1990) (Nakodar)               | 6 يونيو 1980                        | 6 أكتوبر 1983                       | 3 سنوات و122 أيام                   | المؤتمر الوطني الهندي                                              | 1980                                      | الثامنة                             | J L Hathi                           |
| (vii)                               | (vii)                               |                                                       | شاغر (الحكم الرئاسي ‏)                             | 6 أكتوبر 1983                       | 29 سبتمبر 1985                      | 1 سنة و358 أيام                     | -                                                                  | -                                         | -                                   | -                                   |
| 11                                  |                                     |                                                       | Surjit Singh Barnala (1925-2017) (Barnala)        | 29 سبتمبر 1985                      | 11 يونيو 1987                       | 1 سنة و255 أيام                     | Shiromani Akali Dal                                                | 1985                                      | التاسعة                             | Arjun Singh                         |
| (viii)                              | (viii)                              |                                                       | شاغر (الحكم الرئاسي ‏)                             | 11 يونيو 1987                       | 25 فبراير 1992                      | 4 سنوات و259 أيام                   | -                                                                  | -                                         | -                                   | -                                   |
| 12                                  |                                     |                                                       | Beant Singh (1922-1995) (Jalandhar Cantonment)    | 25 فبراير 1992                      | 31 أغسطس 1995 [†]                   | 3 سنوات و187 أيام                   | المؤتمر الوطني الهندي                                              | 1992                                      | العاشرة                             | Surendra Nath                       |
| 13                                  |                                     | Harcharan Singh Brar (1922-2009) (Muktsar)            | 31 أغسطس 1995                                     | 21 نوفمبر 1996                      | 1 سنة و82 أيام                      | B K N Chhibber                      | المؤتمر الوطني الهندي                                              | 1992                                      | العاشرة                             |                                     |
| 14                                  |                                     | Rajinder Kaur Bhattal (مواليد 1945) (Lehra)           | 21 نوفمبر 1996                                    | 11 فبراير 1997                      | 82 أيام                             | B K N Chhibber                      | المؤتمر الوطني الهندي                                              | 1992                                      | العاشرة                             |                                     |
| (8)                                 |                                     |                                                       | Parkash Singh Badal (1927-2023) (Lambi)           | 12 فبراير 1997                      | 26 فبراير 2002                      | B K N Chhibber                      | 5 سنوات و14 أيام                                                   | Shiromani Akali Dal (حزب بهاراتيا جاناتا) | 1997                                | الحادية عشر ‏                        |
| 15                                  |                                     |                                                       | أماريندر سينغ (مواليد 1942) (Patiala Urban)       | 26 فبراير 2002                      | 1 مارس 2007                         | 5 سنوات و3 أيام                     | المؤتمر الوطني الهندي                                              | 2002                                      | الثانية عشر                         | J F R Jacob                         |
| (8)                                 |                                     |                                                       | Parkash Singh Badal (1927-2023) (Lambi)           | 1 مارس 2007                         | 14 مارس 2012                        | 10 سنوات و15 أيام                   | Shiromani Akali Dal (حزب بهاراتيا جاناتا)                          | 2007                                      | الثالثة عشر ‏                        | S F Rodrigues                       |
| (8)                                 | 14 مارس 2012                        | 16 مارس 2017                                          | Parkash Singh Badal (1927-2023) (Lambi)           | 2012                                | الرابعة عشر ‏                        | 10 سنوات و15 أيام                   | Shiromani Akali Dal (حزب بهاراتيا جاناتا)                          | Shivraj Patil                             |                                     |                                     |
| (15)                                |                                     |                                                       | أماريندر سينغ (مواليد 1942) (Patiala Urban)       | 16 مارس 2017                        | 20 سبتمبر 2021                      | 4 سنوات و188 أيام                   | المؤتمر الوطني الهندي                                              | 2017                                      | الخامسة عشر                         | V P S Badnore                       |
| 16                                  |                                     | Charanjit Singh Channi (مواليد 1963) (Chamkaur Sahib) | 20 سبتمبر 2021                                    | 16 مارس 2022                        | 177 أيام                            | Banwarilal Purohit                  | المؤتمر الوطني الهندي                                              | 2017                                      | الخامسة عشر                         |                                     |
| 17                                  |                                     |                                                       | بهاجوانت معان ‏ (مواليد 1973) (Dhuri)              | 16 مارس 2022                        | في المنصب                           | Banwarilal Purohit                  | 3 سنوات و6 أيام                                                    | Aam Aadmi Party                           | 2022                                | السادسة عشر ‏                        |

## روابط خارجية
- assembly info